# Municipio de Swan Lake (Dakota del Sur)
El municipio de Swan Lake (en inglés: Swan Lake Township) es un municipio ubicado en el condado de Turner en el estado estadounidense de Dakota del Sur. En el año 2010 tenía una población de 209 habitantes y una densidad poblacional de 2,26 personas por km².

## Geografía
El municipio de Swan Lake se encuentra ubicado en las coordenadas 43°13′15″N 97°6′42″O / 43.22083, -97.11167. Según la Oficina del Censo de los Estados Unidos, el municipio tiene una superficie total de 92.3 km², de la cual 91,59 km² corresponden a tierra firme y (0,77 %) 0,71 km² es agua.

## Demografía
Según el censo de 2010, había 209 personas residiendo en el municipio de Swan Lake. La densidad de población era de 2,26 hab./km². De los 209 habitantes, el municipio de Swan Lake estaba compuesto por el 98,56 % blancos, el 1,44 % eran amerindios. Del total de la población el 0 % eran hispanos o latinos de cualquier raza.